# Дамно
Дамно (пол. Damno) — село в Польщі, у гміні Дамниця Слупського повіту Поморського воєводства.
Населення — 737 осіб (2011).
У 1975-1998 роках село належало до Слупського воєводства.

## Демографія
Демографічна структура станом на 31 березня 2011 року:
|          | Загалом | Допрацездатний вік | Працездатний вік | Постпрацездатний вік |
| -------- | ------- | ------------------ | ---------------- | -------------------- |
| Чоловіки | 378     | 104                | 248              | 26                   |
| Жінки    | 359     | 101                | 194              | 64                   |
| Разом    | 737     | 205                | 442              | 90                   |